# Dan Clarke (Rennfahrer)

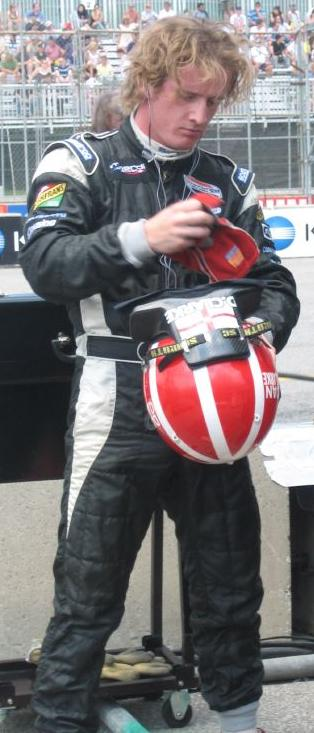
Dan Clarke 2007

Dan Clarke (* 4. Oktober 1983 in Mexborough) ist ein ehemaliger britischer Automobilrennfahrer.

## Karriere
Wie die meisten Motorsportler begann Clarke seine Karriere im Kartsport, in dem er von 1994 bis 2000 aktiv war. Anschließend wechselte er in die britische Formel Ford und entschied die BRDC-Wertung für sich. 2002 trat er in der Juniorenwertung der britischen Formel Ford an und wurde mit zwei Siegen Vierter. 2003 startete er in der regulären Meisterschaft. Nachdem er zunächst den zwölften Gesamtrang belegt hatte, blieb er 2004 in der britischen Formel Ford und wurde mit einem Sieg hinter Valle Mäkelä Vizemeister. Außerdem nahm er an sechs Rennen der britischen Formel Renault teil.
2005 wechselte Clarke in die britische Formel-3-Meisterschaft und startete als Teamkollege von Bruno Senna für Räikkönen Robertson Racing. Clarke konnte ein Rennen gewinnen und beendete die Saison vor Senna auf dem fünften Platz in der Fahrerwertung.
2006 unterschrieb der Brite einen Vertrag für die Champ-Car-Series bei CTE-HVM Racing, wo er Teamkollege von Nelson Philippe wurde. Während Philippe mit einem Rennsieg den vierten Gesamtrang belegte, erreichte Clarke als Dritter in Denver eine Podest-Platzierung. In der Gesamtwertung wurde er Zwölfter. Zudem wurde er hinter Will Power zweitbester Neueinsteiger. 2007 blieb der Rennfahrer bei seinem Team, das in dieser Saison als Minardi Team USA antrat. Als Teamkollege erhielt er den ehemaligen Formel-1-Piloten Robert Doornbos. Seine beste Platzierung erzielte er in Elkhart Lake, wo er das Rennen auf dem zweiten Platz beendete. In Zolder durfte er, nachdem er im Training einen Unfall mit mehreren Rennwagen ausgelöst hatte, nicht am Rennen teilnehmen. Clarke konnte erneut nicht mit seinem Teamkollegen, der mit zwei Siegen Dritter wurde, mithalten und belegte am Ende der Saison den 13. Gesamtrang. Nach der Wiedervereinigung der Champ Car mit der IndyCar Series fand der Brite kein Cockpit und trat 2008 zu keinem Rennen an.
Anfang 2009 nahm Clarke an drei Rennwochenenden der A1GP-Serie für das britische Team teil. Er machte sich auch Hoffnungen in der nächsten Saison erneut für das britische Team antreten zu können, allerdings wurde die A1GP nach einer Pleite aufgelöst und Clarke war erneut ohne Cockpit. Nachdem Clarke im Dezember 2009 an Formel-2-Testfahrten teilgenommen hatte, kehrte er nach Nordamerika zurück und startete für Walker Racing in der Indy Lights. Er ersetzte Jonathan Summerton ab dem zweiten Rennen der Saison 2010. Am Saisonende belegte er mit zwei zweiten Plätzen als beste Resultate den siebten Gesamtrang.
In den folgenden Jahren bestritt Clarke noch einige Sportwagenrennen und beendete Ende 2015 seine Fahrerkarriere.

## Statistik

### Karrierestationen
- 1994–2000: Kartsport
- 2001: Britische Formel Ford, BRCD-Wertung (Meister)
- 2002: Britische Formel Ford, Junioren-Wertung (Platz 4)
- 2003: Britische Formel Ford (Platz 12)
- 2004: Britische Formel Ford (Platz 2)
- 2005: Britische Formel-3-Meisterschaft (Platz 5)
- 2006: Champ Car (Platz 12)
- 2007: Champ Car (Platz 13)
- 2009: A1GP
- 2010: Indy Lights (Platz 7)